# Qiang
Qiang (羌族; Qiāngzú) er navnet på et af de 55 officielt anerkendte minoritetsfolk i Folkerepublikken Kina. De udgjorde ved folketællingen i 2000 omkring 306.100 mennesker. De bor først og fremmest i provinsen Sichuan: Næsten 200.000 er i amterne Mao, Wenchuan, Li, og Heishui (i det autonome præfektur Ngawa for tibetanere og qiangfolk) og amtet Beichuan (i nabopræfekturet Mianyang).

## Historie
Folk med navnet Qiang figurerede i inskriptioner på orakelben allerede i Shang-dynastiets tid. De var spredt ud i de vestlige områder fra Yunnan i syd til Gansu i nord. Til at begynde med må de have været nomader; skrifttegnet for deres navn svarer til tegnet for får. De holdt desuden okser, heste, æsler og kameler. Fra senest De stridende staters tid udviklede de jordbrug og faste bosættelser.
Selv om de var i kontakt med Xiongnuerne, og tidlig allierede sig med dem mod Han-dynastiet, dannede de aldrig nogen større stat eller føderation. Tvært i mod var der meget intern splid blandt dem, skal man tro kinesiske kilder. Qiangfolket fandt sig efterhånden – allerede i 100-tallet f.Kr. – til rette inden for Han-rigets grænser, nogle gange efter tvang fra Han-riget, andre gange helt frivilligt. Under borgerkrigen mod Wang Mang og under de første tiår af det østlige Han-dynati flyttede mange qiangfolk mod nordvest, ind i Gansu. Da Guangwu generobrede Gansu for Han-riget fandt han store områder som var kontrolleret af Qiang. Han-styret forsøgte at håndtere dette problem med tvangsflytninger, og nogen Qiang havnede til og med nær den gamle hovedstad Chang'an i 35 og 50 e.Kr. Dette gjorde bare Qiangfolket endanu mere rebelsk, og i en periode overvejede Han-riget at opgive områderne omkring sin gamle hovedstad.
Efterhånden lod Han-riget Qiang-grupper oprette deres egne «indre» småriger inden for Han-rigets grænser. Det første blev oprettet allerede i år 60 f.Kr.. Hundrede år senere var der sådanne riger i Ordos, Gansu og Sichuan.
Qiangfolket spillede en vigtig rolle mod slutningen af Han-dynastiets tid. Qiang-oprør var med til at svække Han-riget og således berede grunden for dets sammenbrud.
Efterkommere af det gamle tangutfolk, som dannet sit eget kejserrige i det nordvestlige Kina i 900-tallet og herskede over det i 250 år, indgik også i Qiang-folket. Men de fleste tanguter er i dag for længst assimileret i den generelle kinesiske befolkning.